# 266646 Zaphod
266646 Zaphod è un asteroide della fascia principale. Scoperto nel 2008, presenta un'orbita caratterizzata da un semiasse maggiore pari a 2,7829889 UA e da un'eccentricità di 0,1399262, inclinata di 3,70992° rispetto all'eclittica.
L'asteroide è dedicato a Zaphod Beeblebrox, personaggio di fantasia dei telefilm e romanzi della serie Guida galattica per gli autostoppisti.